# 小行星6660
小行星6660（6660 Matsumoto）是一颗围绕太阳公转的小行星。1993年1月16日，關勉在藝西天文台发现了此天体。
这颗小行星的绝对星等为163.11348等。